# Arthur Scholtz
Arthur Scholtz (né le 28 janvier 1871 Bythin, arrondissement de Samter, en province de Posnanie, mort le 14 mai 1935 à Berlin) est un homme politique allemand, bourgmestre-gouverneur de Berlin du 14 avril 1931 au 18 décembre 1935.

## Biographie
Après être allé à l'école à Halle, il étudie le droit et les sciences politiques à Munich, Berlin et Breslau. En 1897, il rejoint l'administration de la ville de Poznań. En 1900, il devient conseiller municipal et trésorier. En 1903, il occupe les mêmes fonctions à Charlottenburg, où il se fait un nom, et quitte ses fonctions en 1915.
Après la création du Grand Berlin et l'intégration de Charlottenburg en 1920, il se porte candidat du Parti populaire allemand et perd l'élection. En 1921, il est élu maire de l'arrondissement de Berlin-Charlottenburg. En 1924, il se fait élire bourgmestre de Berlin et tente de moderniser la ville, ce qui crée des tensions avec Gustav Böß. Böß lui confie la gestion de l'aide sociale, ce qui se présente comme difficile mais où Scholtz s'en sort en organisation une gestion centrale de la ville.
Lors d'un voyage de Gustav Böß en Amérique en 1929, Scholtz devient maire suppléant. Il devient vite un gestionnaire de la crise, comme lors de l'affaire Sklarek, où ce grossiste en textile a détourné dix millions de marks. L'administration de la ville par Scholtz est très critiquée, en particulier par le KPD et le NSDAP qui en profitent pour attaquer la république de Weimar. Scholtz est contesté pour son soutien à Böß.
De même, la crise se fait fortement sentir. Un quart des Berlinois se retrouve au chômage. La ville a une dette de 400 millions de marks. Cependant Scholtz donne un répit en obtenant de nouveaux crédits.
Mais d'autres scandales éclatent encore. L'État libre de Prusse vote une loi pour encadrer l'administration de Berlin et le conseil municipal. Scholtz devient un commissaire aux pouvoirs restreints. Il remet sa démission mais reste au pouvoir jusqu'à l'élection d'un successeur à Gustav Böß.

## Source, notes et références
- (de) Cet article est partiellement ou en totalité issu de l’article de Wikipédia en allemand intitulé « Arthur Scholtz » (voir la liste des auteurs).
- (de) « Publications de et sur Arthur Scholtz », dans le catalogue en ligne de la Bibliothèque nationale allemande (DNB).